# NGC 126
NGC 126 je galaksija u zviježđu Ribe.

## Vanjske poveznice
- SEDS: NGC 0126